# 北方艦隊空軍博物館
北方艦隊空軍博物館（ほっぽうかんたいくうぐんはくぶつかん）は、ロシア連邦ムルマンスク州サフォーノヴァ市にある航空博物館。
ムルマンスク州の様々な都市に拠点を置く北方艦隊に関係する航空機を主に扱う博物館である。

## 名称
ロシア語による正式名称は「Музей военно-воздушных сил Северного флота」（カナ転記 : ムゼー・ヴァイヤンノ＝ヴァズドーシュネフ・スィウ・スィェーヴェルノゴ・フロータ）。しかし、2018年撮影の画像集にある博物館外壁の表記では「военно-воздушных сил」（空軍）の部分が「Авиации」（航空）となっている。ここでは公式サイトなどの表記より「空軍」の表記を用いる。
英語では「Museum of the Air Forces of the Northern Fleet」と表記される。日本語では北方艦隊空軍博物館と訳される。

## 所蔵品
北方艦隊空軍博物館は、第二次世界大戦直前から現在までの航空機を中心に、戦車や軍服、爆弾など所蔵している。主な所蔵品をここに挙げる。収蔵品名のあとに「写真」の表記で外部リンクを貼り付けてある。
- U-2初等練習機 "4"号機 写真
- I-16戦闘機 写真
- SB-2M-100A高速爆撃機 "2"号機  写真1写真2
- Il-2襲撃機  写真
- Yak-7戦闘機
- Yak-9M戦闘機
- MiG-17 "43"号機 写真
- Su-9 "03"号機 写真
- Il-28T軽爆撃機 "07"号機 写真
- Mi-4輸送ヘリコプター "07"号機 写真
- Su-25 "23"号機
- Yak-38M艦上攻撃機 "34"号機
- MiG-21戦闘機コックピットシミュレーター 写真
- MiG-31戦闘機コックピットシミュレーター

外国製の機体
- Bf 109G-2 14658号機 写真
- ハリケーン Mk.IIC試作機[2] Z2461号機  写真
- P-39 エアラコブラ戦闘機 写真